# Guadarrama
Guadarrama – hiszpańska rzeka, prawy dopływ Tagu. Źródło wytryska z Siete Picos. Przepływa przez wspólnoty autonomiczne Madryt oraz Kastylia-La Mancha (Toledo), gdzie wpada do Tagu. Rzeka płynie z północy na południe, tworząc niemal linię prostą. Guadarrama posiada tylko jeden znaczący dopływ – rzekę Aulencia.

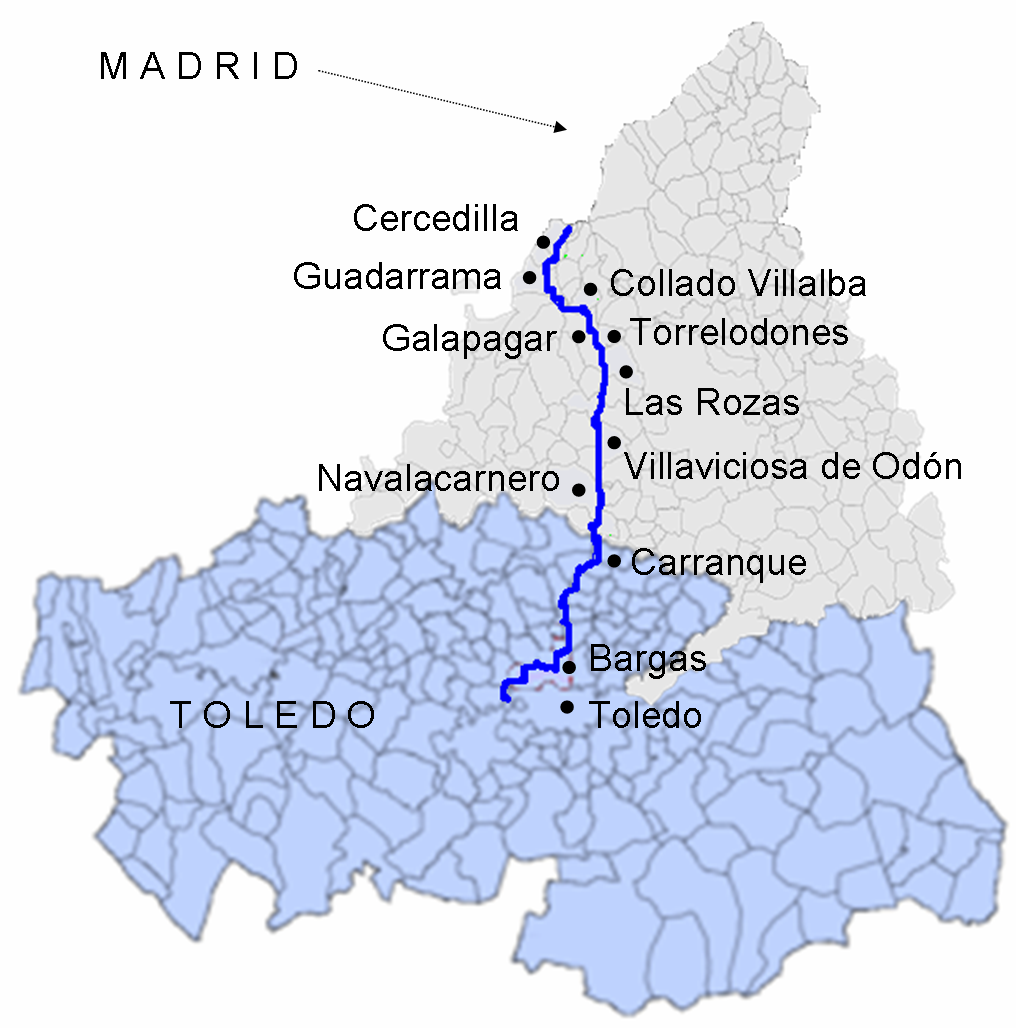
Mapa
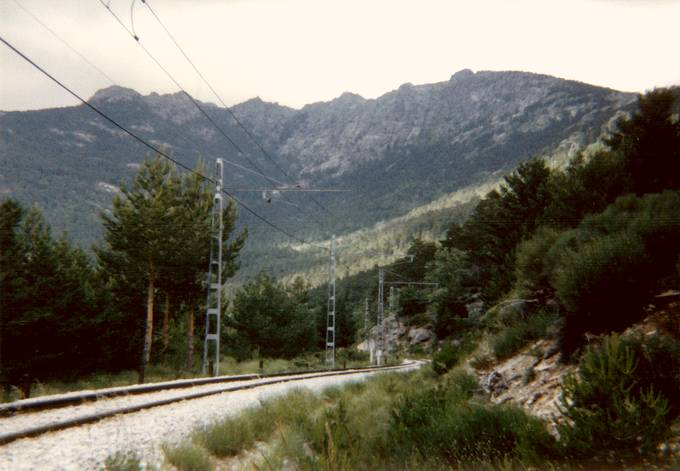
Siete picos – źródło
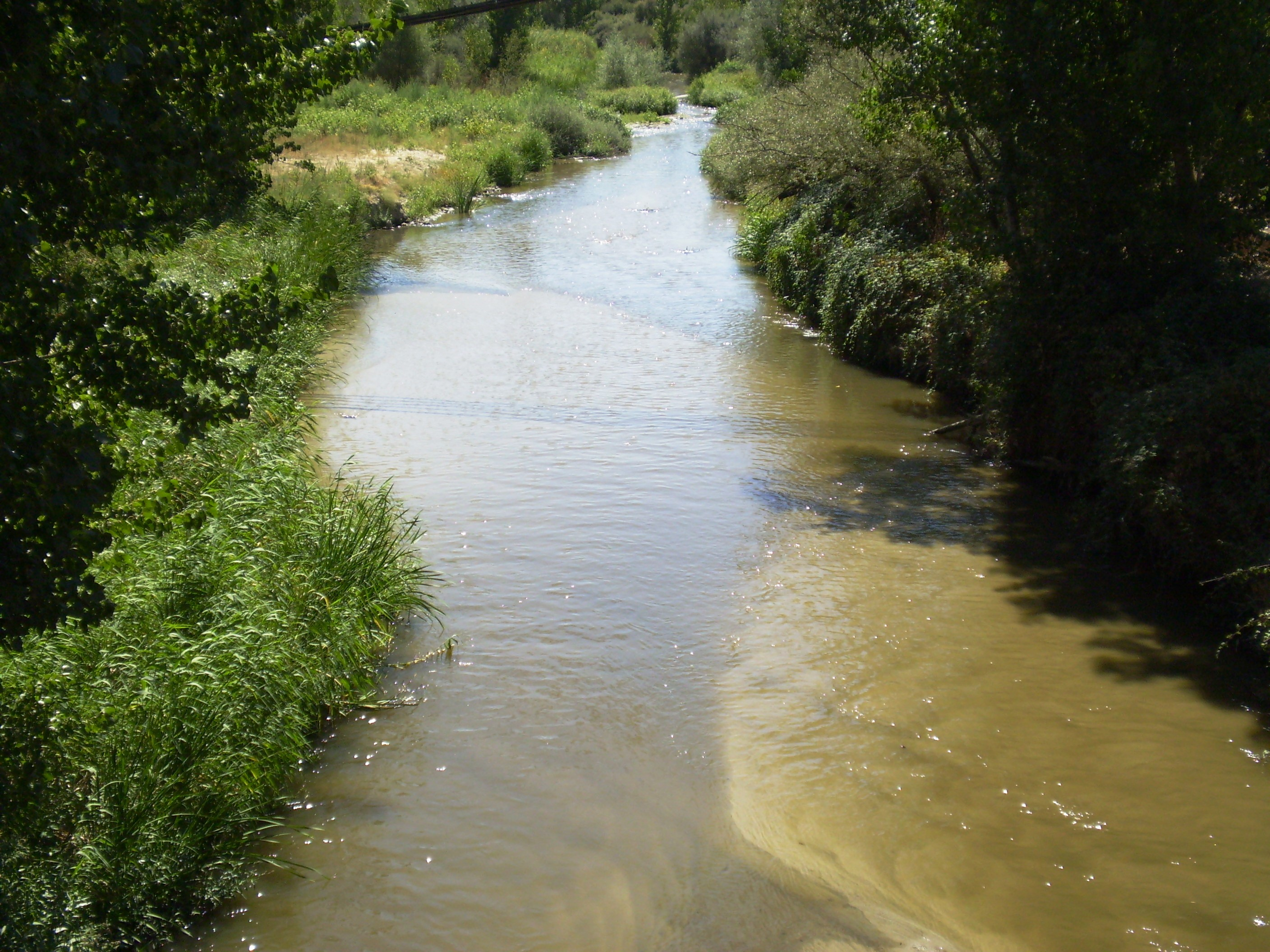
Środkowy bieg rzeki